# Moissy-Cramayel
Moissy-Cramayel é uma comuna francesa, situada no departamento da Seine-et-Marne e a região da Île-de-France. A comuna é servida por uma estação do RER D.

## Geografia

### Comunas limítrofes

- Lieusaint (Seine-et-Marne)
- Combs-la-Ville
- Cesson
- Savigny-le-Temple
- Réau
- Évry-Grégy-sur-Yerres

## História
Anteriormente nome era Moissy-l' Evesque, a aldeia foi vendida ao senhor de Cramayel (comte de Cramayelcomte de Cramayel) em 1643 e tomada o nome de Moissy-Cramayel. O termo moissy vem da palavra colheita.
Actualmente, a zona urbana faz parte da vila nova de Sénart.

## Cultura e Patrimônio

### Patrimônio religioso
- Notre-Dame-de-l'Assomption: Classificado monumento histórico em 1926.